# Sivas (provins)

Karta över Turkiet med Sivas markerat.

Sivas, är en provins i Turkiet. Den har totalt 755.091 invånare (2000) och en areal på 28.129 km². Provinshuvudstad är Sivas.
Staden har även ett fotbollslag, Sivasspor som de senaste åren har presterat mycket bra, och som säsongen 2008/2009 lyckades hamna på en andraplats i den turkiska fotbollsligan, före de större lagen i Turkiet som Fenerbahce och Galatasaray.